# Doria
Doria är en genuesisk adelsätt som tillsammans med Fieschi, Grimaldi och Spinola utgjorde Genuas fyra stora familjer. Doriasläkten tillhörde ghibellinernas parti. 
Tre stora palats i Genua med namn efter släkten vittnar den makt och anseende som de åtnjöt. 
Ätten har utgrenat sig i flera linjer, bland annat D.-Pamphili-Landi (furstlig) som härstammar från Giovanni Andrea Doria, D.-Angri och Lamba-D.

## Personer av intresse
- Oberto Doria
- Corrado Doria
- Lamba Doria
- Filippo Doria
- Paganino Doria
- Luciano Doria
- Pietro Doria
- Andrea Doria
- Giovanni Andrea Doria